# Стеценко Олександр Вікторович (футболіст)
Олександр Вікторович Стеценко (нар. 2 березня 1990, Київ, Українська РСР) — український футболіст, захисник клубу «Штурм» (Іванків).

## Клубна кар'єра
Футбольну кар'єру розпочав у київському клубі «Відрадний», у 17-річному віці приєднався до столичного «Динамо». У складі «динамівців» виступав за дублюючий склад, другу та третю команди, проте через величезну конкуренцію в головній команді не провів в її складі жодного офіційного поєдинку. Влітку 2008 року перейшов до харківського «Металіста», проте в новому клубі виступав виключно за дублюючий склад. Влітку 2010 року повернувся до Києва, де підписав контракт з «Арсеналом». Проте як і в Харкові виступав лише за дублюючий склад.
У лютому 2012 року уклав договір з «Севастополем». Проте вже влітку 2012 року підсилив друголіговий колектив «Десна» (Чернігів). Стеценко відіграв 23 матчі та допоміг команді вийти до Першої ліги. Влітку 2014 року підсилив МФК «Миколаїв». 20 вересня 2014 року Олександр відзначився дебютним голом у переможному (3:2) виїзному поєдинку проти криворізького «Гірника». У січні 2015 року підписав контракт з ФК «Полтава», де виступав протягом півроку. Влітку 2016 року підсилив «Авангард» (Краматорськ), на початку 2017 року залишив команду. 14 березня 2017 року став гравцем «Сум».
6 серпня 2017 року виїхав з України та підписав контракт з душанбинським «Істіклолом», якому допоміг виграти чемпіонат Таджикистану. 13 липня 2018 року перейшов до казахського клубу «Кизилжар».
5 лютого 2019 року уклав угоду з ізраїльським клубом «Бней Сахнін». В еліті ізраїльського футболу зіграв 5 матчів. За підсумками сезону «Бней Сахнін» залишив Прем'єр-лігу.
З 2020 року став виступати на аматорському рівні і спочатку грав за «Джуніорс» (Шпитьки), а у 2022 році став гравцем аматорського «Штурма» з Іванкова.

## Кар'єра в збірній
З 2006 по 2008 рік захищав кольори юнацьких збірних України різних вікових категорій.

## Статистика виступів

### Клубна
| Клуб                     | Сезон             | Ліга                    | Ліга  | Ліга | Нац. кубок | Нац. кубок | Кубок ліги | Кубок ліги | Континентал. | Континентал. | Інші  | Інші | Загалом | Загалом |
| Клуб                     | Сезон             | Дивізіон                | Матчі | Голи | Матчі      | Голи       | Матчі      | Голи       | Матчі        | Голи         | Матчі | Голи | Матчі   | Голи    |
| ------------------------ | ----------------- | ----------------------- | ----- | ---- | ---------- | ---------- | ---------- | ---------- | ------------ | ------------ | ----- | ---- | ------- | ------- |
| «Динамо» (Київ)          | 2007–08           | Вища ліга               | 0     | 0    | 0          | 0          | -          | -          | 0            | 0            | 0     | 0    | 0       | 0       |
| «Металіст» (Харків)      | 2008–09           | Вища ліга               | 0     | 0    | 0          | 0          | -          | -          | 0            | 0            | -     | -    | 0       | 0       |
| «Металіст» (Харків)      | 2009–10           | Вища ліга               | 0     | 0    | 0          | 0          | -          | -          | 0            | 0            | -     | -    | 0       | 0       |
| «Металіст» (Харків)      | Загалом           | Загалом                 | 0     | 0    | 0          | 0          | -          | -          | 0            | 0            | -     | -    | 0       | 0       |
| «Арсенал» (Київ)         | 2009–10           | Вища ліга               | 0     | 0    | 0          | 0          | -          | -          | -            | -            | -     | -    | 0       | 0       |
| «Арсенал» (Київ)         | 2010–11           | Вища ліга               | 0     | 0    | 0          | 0          | -          | -          | -            | -            | -     | -    | 0       | 0       |
| «Арсенал» (Київ)         | 2011–12           | Вища ліга               | 0     | 0    | 0          | 0          | -          | -          | -            | -            | -     | -    | 0       | 0       |
| «Арсенал» (Київ)         | Загалом           | Загалом                 | 0     | 0    | 0          | 0          | -          | -          | -            | -            | -     | -    | 0       | 0       |
| «Севастополь»            | 2011–12           | Перша ліга              | 9     | 0    | 0          | 0          | -          | -          | -            | -            | -     | -    | 9       | 0       |
| «Десна» (Чернігів)       | 2012–13           | Друга ліга              | 23    | 0    | 2          | 0          | -          | -          | -            | -            | -     | -    | 25      | 0       |
| «Десна» (Чернігів)       | 2013–14           | Перша ліга              | 15    | 0    | 2          | 0          | -          | -          | -            | -            | -     | -    | 17      | 0       |
| «Десна» (Чернігів)       | Загалом           | Загалом                 | 38    | 0    | 4          | 0          | -          | -          | -            | -            | -     | -    | 42      | 0       |
| «Миколаїв»               | 2014–15           | Перша ліга              | 15    | 1    | 1          | 0          | -          | -          | -            | -            | -     | -    | 16      | 1       |
| «Полтава»                | 2014–15           | Перша ліга              | 8     | 0    | 0          | 0          | -          | -          | -            | -            | -     | -    | 8       | 0       |
| «Полтава»                | 2015–16           | Перша ліга              | 22    | 2    | 1          | 0          | -          | -          | -            | -            | -     | -    | 23      | 2       |
| «Полтава»                | Загалом           | Загалом                 | 30    | 2    | 1          | 0          | -          | -          | -            | -            | -     | -    | 31      | 2       |
| «Авангард» (Краматорськ) | 2016–17           | Перша ліга              | 17    | 0    | 0          | 0          | -          | -          | -            | -            | -     | -    | 17      | 0       |
| «Суми»                   | 2016–17           | Перша ліга              | 13    | 0    | 0          | 0          | -          | -          | -            | -            | 2     | 0    | 15      | 0       |
| «Істіклол»               | 2017              | Чемпіонат Таджикистану  | 8     | 0    | 4          | 0          | -          | -          | 5            | 0            | 0     | 0    | 17      | 0       |
| «Кизилжар»               | 2018              | Прем'єр-ліга Казахстану | 9     | 0    | 0          | 0          | -          | -          | -            | -            | -     | -    | 9       | 0       |
| «Бней Сахнін»            | 2018–19           | Прем'єр-ліга Ізраїлю    | 5     | 0    | 1          | 0          | 0          | 0          | -            | -            | -     | -    | 6       | 0       |
| Усього за кар'єру        | Усього за кар'єру | Усього за кар'єру       | 144   | 3    | 11         | 0          | 0          | 0          | 5            | 0            | 2     | 0    | 162     | 3       |

## Досягнення

### Клубні
«Істіклол»
- Чемпіонат Таджикистану
  -  Чемпіон (1): 2017[15]